# BMW R 1100 RT
La R 1100 RT est un modèle de motocyclette du constructeur bavarois BMW.
Elle utilise un moteur à injection de 1 085 cm3 développant 95 cv.